# Ореовица (Грчка)
Ореовица или Ореховица (грч. Πευκοδάσος, Пефкодасос) је насељено место у општини Пеонија у периферији Средишња Македонија, Грчка. Према попису из 2021. године било је 448 становника.
Према бугарском географу и историчару, Василу Канчову, у Ореовици је 1900. године живело 490 Турака и 230 Словена хришћана. За време Првог светског рата словенско становништво је избегло у Бугарску, док је преосталих 50 Турака 1924. године принудно исељено у Турску. На њихово место су насељене грчке избегличке породице из Турске. На попису из 1928. године Ореовица је имала 354 становника.